# Basilica minore di San Francesco d'Assisi
La basilica minore di San Francesco d'Assisi (Basilica Menor de San Francisco de Asis) fu costruita a L'Avana, Cuba, alla fine del XVI secolo (1548-91) come convento francescano, e venne alterata in stile barocco nel 1738.
L’edificio è collocato presso la Piazza San Francesco d’Assisi una delle quattro principali ubicata a sud della località. La piazza dove sorge la basilica era in passato il principale punto d’esportazione ed importazione merci per la vicinanza al porto dove attraccavano le navi spagnole. L’architettura della piazza segue i dettami dello stile coloniale. Il sito è raggiungibile tramite la calle Mercaderes, una delle vie più importanti del centro storico.
La chiesa venne utilizzata dagli inglesi per le funzioni protestanti durante il loro breve periodo di occupazione della città. Quando tornarono gli spagnoli, scelsero di non utilizzare l'edificio come luogo di culto e la chiesa venne sconsacrata. La basilica venne quindi adibita a sala da concerto. Originariamente in cima al campanile si trovava una statua di san Francesco d'Assisi ma venne distrutta da un ciclone nel 1846. Oggi una statua del frate Junípero Serra si trova all'esterno sul lato destro della basilica.

## Storia

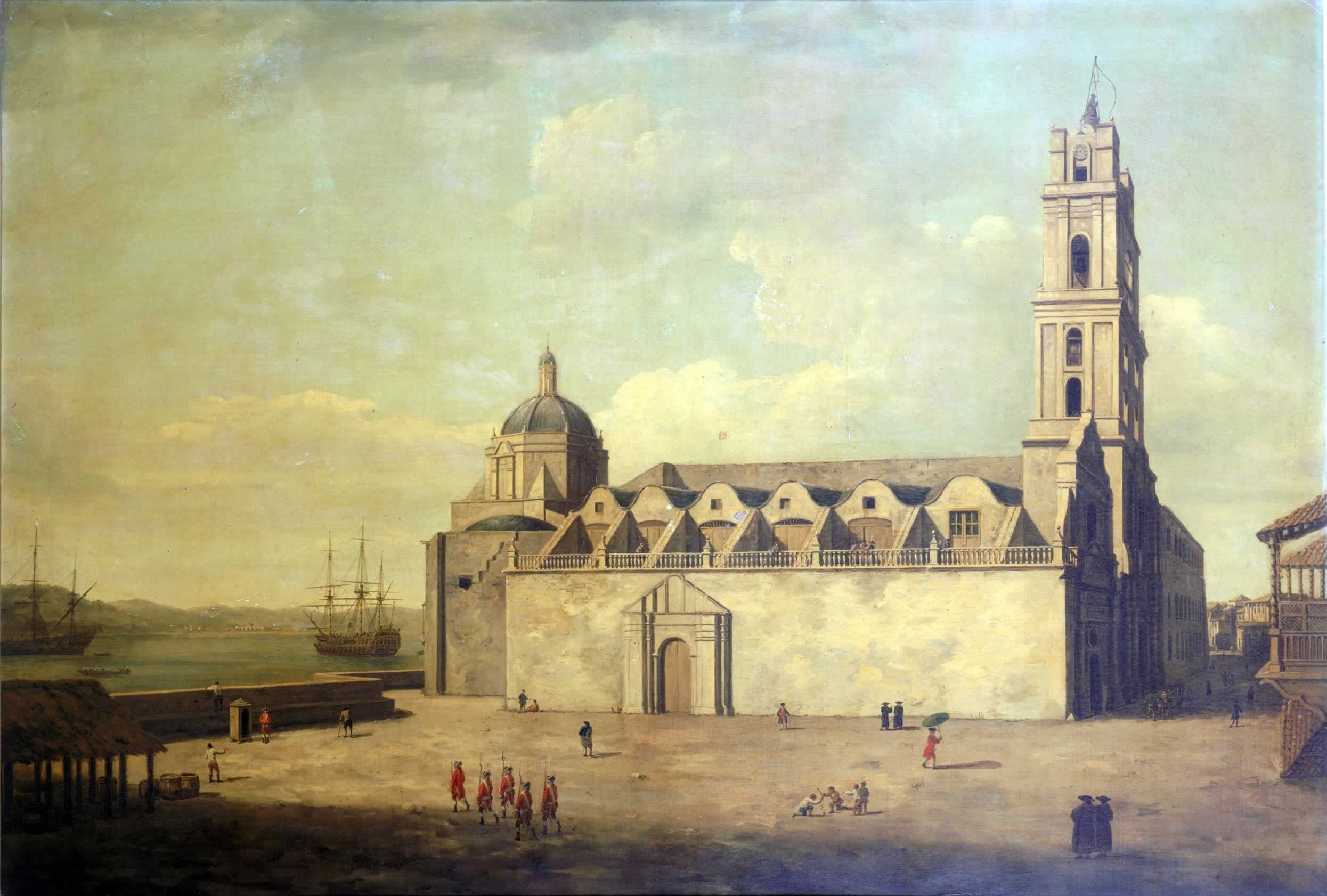
La basilica nel 1762 in un dipinto di Dominique Serres

Iniziata nel 1548, la prima fase di costruzione del monastero fu completata nel 1591. Danneggiata da violente tempeste nel 1680, 1692, e 1694, la chiesa subì una ricostruzione in uno stile barocco molto sobrio, iniziata nel 1719 e completata nel 1738, prima della costruzione del chiostro adiacente che iniziò l'anno successivo. Lo stesso anno, la chiesa fu consacrata dal vescovo francescano Juan Luis Lazo de la Vega y Cancino con il grado di Basilica minore.
Nel 1841, il governo coloniale spagnolo confiscò le proprietà della comunità e usò il monastero come magazzino. Nel 1846, la navata e il coro della basilica furono danneggiate da un tornado. Nel 1907, dopo l'indipendenza, gli edifici ospitarono la direzione delle Poste e Telegrafi, e poi, nel 1916, il dipartimento delle telecomunicazioni, che in seguito divenne il Ministero delle Comunicazioni. Dopo la rivoluzione castrista del 1959, il convento divenne un museo di storia coloniale. Dal momento che la città vecchia di L'Avana è patrimonio mondiale dell'UNESCO, la basilica venne restaurata e dal 1995 è sede di un museo di arte sacra. Ospita anche concerti di musica da camera e musica sacra.
Davanti alla basilica si trova una statua dedicata a José María López Lledín, che è sepolto al suo interno, divenuta una popolare attrazione turistica.

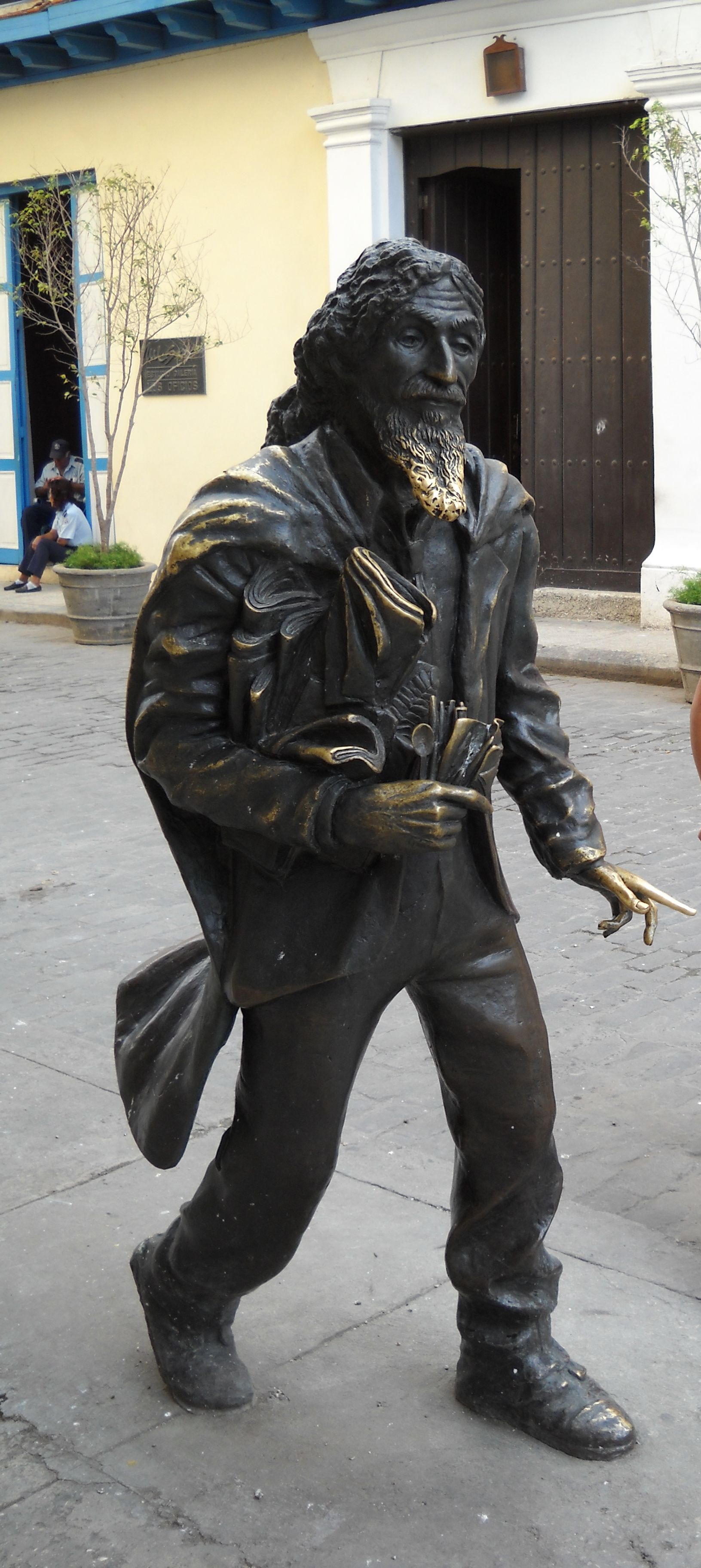
"El Caballero de Paris" statua raffigurante José María López Lledín. La barba della scultura in metallo si è consumata negli anni a causa dell'usanza dei turisti di toccarla come auspicio di buona fortuna e augurio di ritornare un giorno a Cuba.

## Struttura

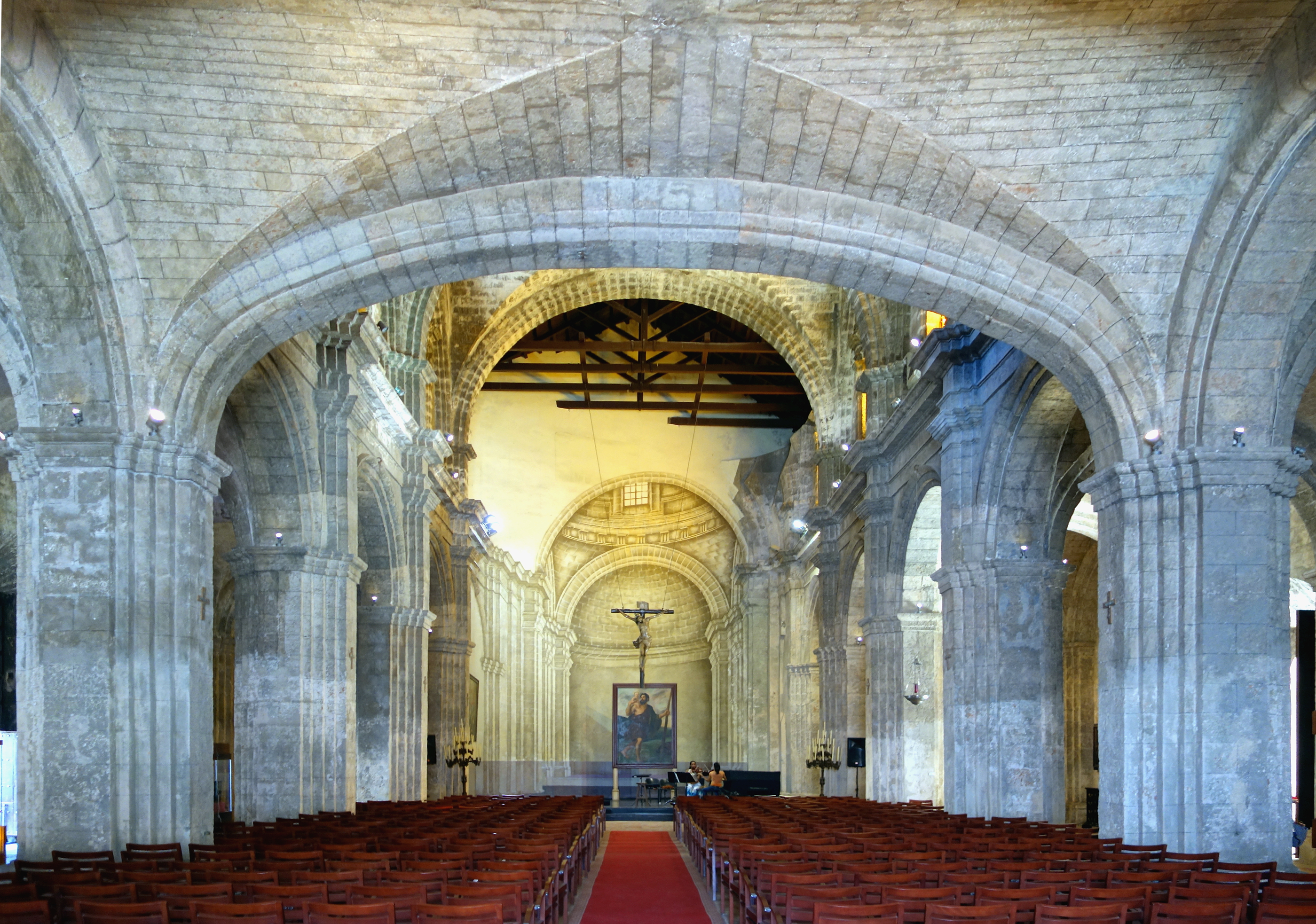
Interno della basilica

L'edificio è composto da tre ampie navate, sostenute da dodici colonne che rappresentano gli apostoli di Cristo. Il campanile è alto 48 metri, e in epoca coloniale rimase la struttura più alta della città per svariati secoli.
Dal 1608 accanto alla chiesa sorge una cappella intitolata al Terzo ordine di San Francesco, dove veniva adorata l'immagine del Cristo della vera croce, portata in processione per le strade dell'Avana nel venerdì santo. Attualmente in questo complesso si trova una sala da concerto, in particolare dedicata alla musica da camera. Nella parte posteriore recentemente è stato costruito un giardino in onore a Madre Teresa di Calcutta.